# Liste des commanderies templières en Charente

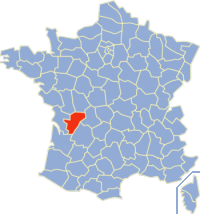

Blason de la Charente

Cette liste recense les commanderies et maisons de l'ordre du Temple présentes sur le territoire de l'actuelle Charente au Moyen Âge.

## Faits marquants et histoire
Les installations templières ont été relativement nombreuses en Charente. Elles avaient pour rôle principal de défendre la route d'Espagne. Après la fondation de l'ordre en 1118, et le concile de Troyes en 1129 qui fixa son organisation, l'Aquitaine figurait parmi ses neuf provinces. De nombreuses expéditions étaient parties de cette province pour défendre les royaumes chrétiens en Espagne et lutter contre les Maures, et l'Angoumois avait fourni des contingents assez importants, conjointement avec les Hospitaliers.
Avant l'installation des Templiers en Charente (diocèse d'Angoulême dans la partie centrale du comté d'Angoumois, mais aussi des parties des diocèses de Saintes, Périgueux, Poitiers, Limoges), différents ordres hospitaliers, les Antonins et vraisemblablement les chevaliers de Saint-Jean, y avaient déjà installé des maisons, dans les dernières années du XIe siècle.
Les Templiers veillaient aussi à l'entretien des routes, en particulier les chemins de Saint-Jacques-de-Compostelle. Les soins des malades ne leur incombant pas, ceux-ci étaient dirigés vers les maladreries tenues par les différents ordres hospitaliers.
Il y eut dans la région une maréchaussée analogue à celle qui fonctionnait en Terre Sainte. Elle avait pour mission d'aider les pèlerins. Les Templiers avaient aussi pour mission de financer les croisades, et leurs vastes domaines y contribuaient en partie. L'ordre des Templiers fut aussi monastique, et obéissait à la règle de saint Augustin, ainsi qu'à une règle proche de celle des Cisterciens.
Après 1159, les fidèles offrant des aumônes eurent le droit d'assister aux cérémonies, et les chapelles furent agrandies.
En 1312, à la dissolution de l'ordre des Templiers lors du concile de Vienne, la plupart de leurs chapelles furent unies aux maisons des Hospitaliers les plus proches, qui se sont par la suite elles-mêmes regroupées en commanderies plus larges.
Une partie de ces maisons ou chapelles n'étaient à l'origine que des possessions templières, et le terme de commanderie est resté attaché aux lieux, même si le commandeur n'était pas sur place. Les commanderies hospitalières charentaises dépendaient pour la plupart indirectement du grand prieuré d'Aquitaine, représentant la Langue de France, l'une des sept provinces hospitalières. D'autres, principalement en Charente limousine, dépendaient du grand prieuré d'Auvergne-Limousin, de la Langue d'Auvergne.

## Commanderies
: cet édifice a été classé au titre des monuments historiques.

 : cet édifice a été inscrit au titre des monuments historiques.
| Commanderie          | Commune actuelle         | Observations |
| -------------------- | ------------------------ | --- |
| Angles               | Salles-d'Angles          | [ 2 ] |
| Angoulême            | Angoulême                | [ 3 ] |
| Aunac                | Brillac                  | [ 4 ] |
| Auvignac             | Barbezieux-Saint-Hilaire | , |
| Barbezières          | Barbezières              | [ 6 ] |
| Le Breuil            | Cellefrouin              | Ne pas confondre avec la commanderie du Breuil-du-Pas proche de celle des Épeaux qui est d'origine hospitalière, |
| Boixe                | Maine-de-Boixe           | Chapelle du Courreau |
| Le Chambon           | Saint-Maurice-des-Lions  | [ 12 ] |
| Charmant             | Charmant                 | origine templière douteuse |
| Templerie de Cherves | Cherves-Richemont        | [ 2 ] |
| Châteaubernard       | Châteaubernard           | [ 2 ] |
| Coulonges            | Coulonges                | [ 14 ] |
| Cressac              | Cressac-Saint-Genis      | Appelée commanderie du Dognon Domus Templi de Dempuho, Dompnho, Dompnio, Dompno, Dompuho, Dongno |
| Le Fouilloux         | La Chapelle              | , |
| Fouqueure            | Fouqueure                | [ 2 ] |
| Guizengeard          | Guizengeard              | [ 2 ] |
| Le Grand-Madieu      | Le Grand-Madieu          | [ 17 ] [ 18 ] |
| Malleyrand           | Yvrac-et-Malleyrand      | [ 19 ] [ 6 ] |
| Mélac                | Sauvignac                | , Origine hospitalière? |
| Le Petit-Madieu      | Roumazières-Loubert      | , Domus Templi Mansi Dei de Lobertz Lemovicensis diocesis ; de Manso dicti de Lobertz ; Capella domus Templi de Lobertz Dite du Petit-Mas-Dieu, du Mas-Dieu de Lobertz (Loubert) et commanderie Sainte-Croix du Petit Mas-Dieu (période hospitalière) |
| Suris                | Suris                    | Chapelle Saint-Jean de Bérodeix (disparue) Dépendance du Petit-Madieu |
| Le Tâtre             | Le Tâtre                 | [ 6 ] |
| Villegats            | Villegats                | Domus de Villagast, |
| Viville              | Viville                  | [ 2 ] |
| Vouthon              | Vouthon                  | [ 26 ] |

| Localisation en Charente (Liens vers les articles correspondants) |
| --- |
| \| Charente-Maritime Dordogne Haute-Vienne Deux-Sèvres Vienne Angles Angoulême Auvignac Aunac Barbezières Boixe Le Breuil Le Chambon Charmant Châteaubernard Cherves Coulonges Cressac Le Fouilloux Fouqueure Guizengeard Le Grand-Madieu Malleyrand Mélac Le Petit-Madieu Le Tâtre Suris Villegats Viville Vouthon \| |
| Charente-Maritime Dordogne Haute-Vienne Deux-Sèvres Vienne Angles Angoulême Auvignac Aunac Barbezières Boixe Le Breuil Le Chambon Charmant Châteaubernard Cherves Coulonges Cressac Le Fouilloux Fouqueure Guizengeard Le Grand-Madieu Malleyrand Mélac Le Petit-Madieu Le Tâtre Suris Villegats Viville Vouthon       |

### Autres lieux
Possessions de l'ordre du Temple rattachées à ces commanderies:
- L'ancienne paroisse de La Motte[27],[28], commune de Saint-Genis-d'Hiersac qui devait dépendre d'Angoulême ou de Boixe